# Grijsbrauwstekelstaart
De grijsbrauwstekelstaart (Cranioleuca curtata) is een zangvogel uit de familie Furnariidae (ovenvogels).

## Verspreiding en leefgebied
Deze soort komt voor van centraal Colombia tot centraal Bolivia en telt drie ondersoorten:
- C. c. curtata: de oostelijke Andes van Colombia.
- C. c. cisandina: de oostelijke Andes van zuidelijk Colombia, oostelijk Ecuador en noordelijk Peru.
- C. c. debilis: van de Andes van centraal Peru tot centraal Bolivia.

## Status
De grootte van de populatie is niet gekwantificeerd maar de soort wordt omschreven als schaars tot vrij algemeen. Op de Rode lijst van de IUCN heeft deze soort de status niet bedreigd.